# Pão de queijo

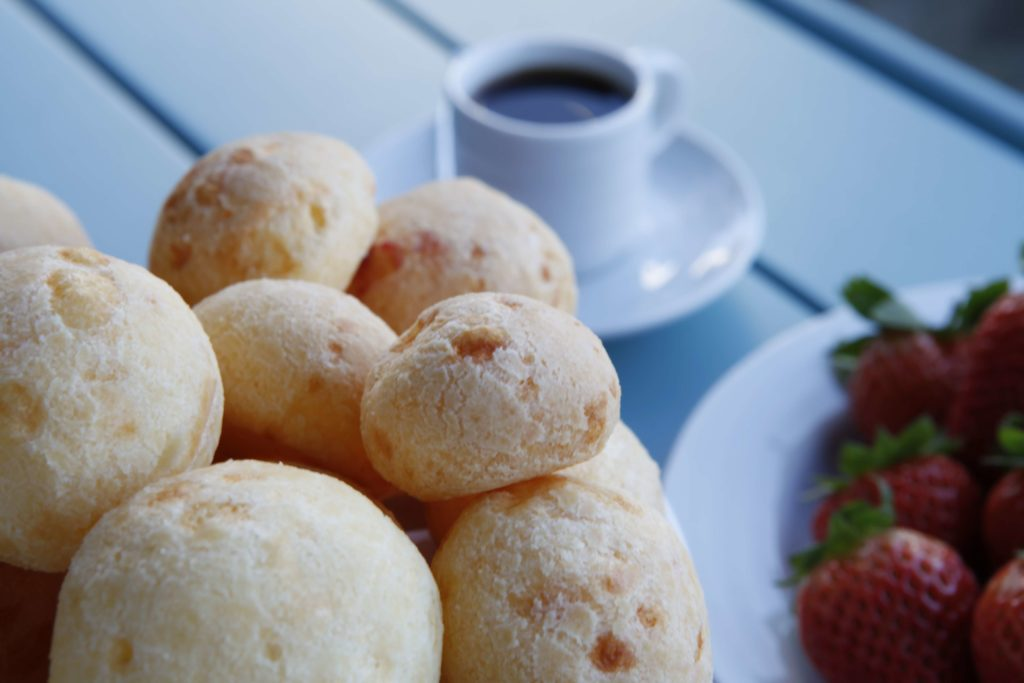
Pão de queijo

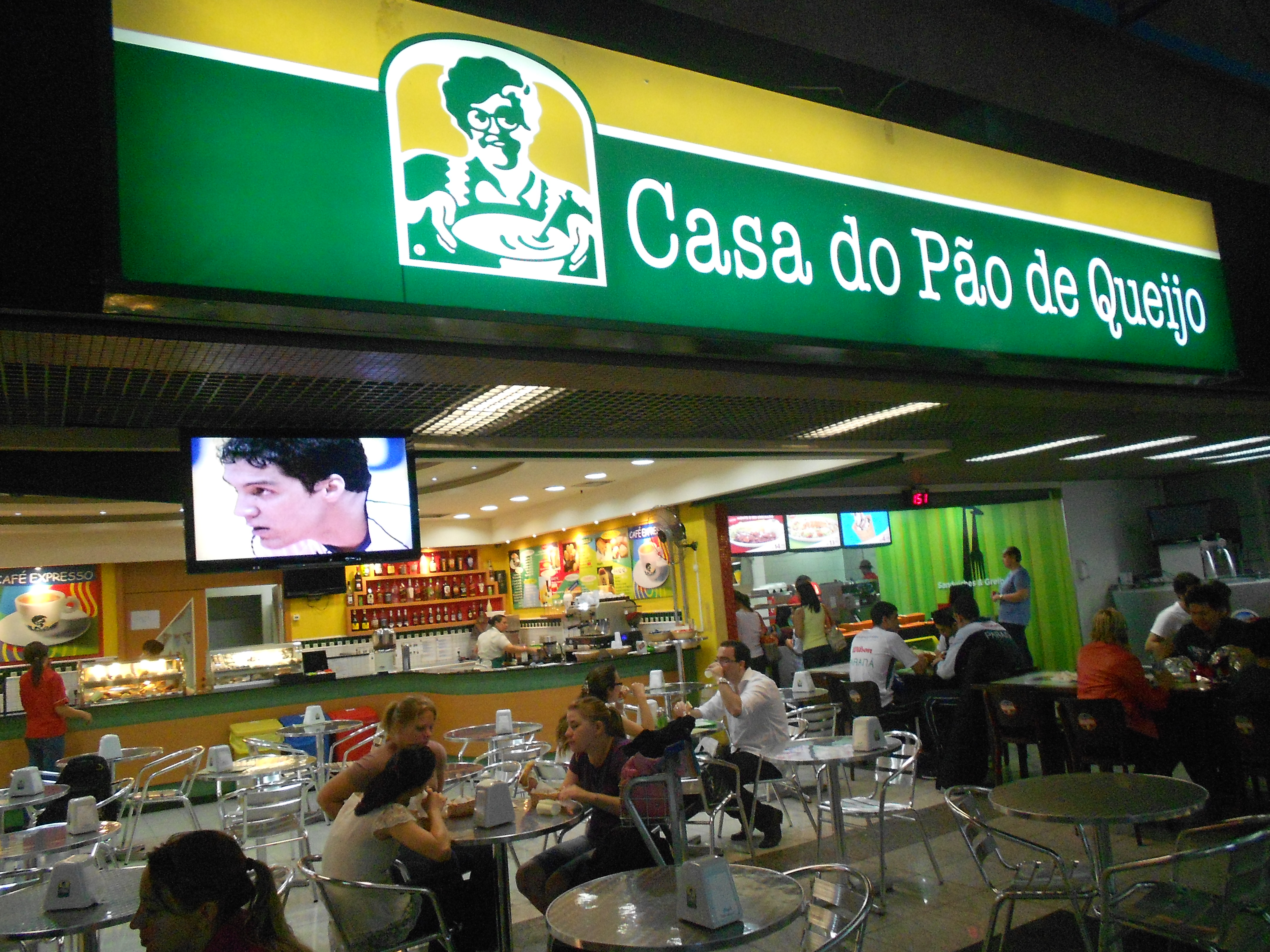
Pão-de-queijorestaurant op Aeroporto Internacional de Curitiba

Pão de Queijo (IPA: ['pɐ̃w dʒi 'kejʒʊ]) is een typisch Braziliaans gerecht. Het zijn kleine gebakken deegbolletjes met een lichte kaassmaak, afkomstig uit de deelstaat Minas Gerais. Het recept is al bekend sinds de 18e eeuw, maar pas vanaf de jaren 1950 is pão de queijo een populaire snack geworden.
Het hoofdbestanddeel van pão de queijo is cassavemeel. Dit wordt aangevuld met olijfolie, zout, eieren, melk en kaas. Van buiten is het krokant en goudgekleurd, terwijl het van binnen zacht en zelfs een beetje sappig is. Een pão de queijo kan een doorsnede hebben tussen de 3 en de 15 centimeter, en wordt als tussendoortje genuttigd of met de koffie bij ontbijt of avondeten.
Ook buiten Brazilië wordt pão de queijo gegeten. In beperkte mate worden pão de queijo mix en diepgevroren pães de queijo geëxporteerd naar landen als Japan, de Verenigde Staten en verschillende landen in Europa. Ook binnen Latijns-Amerika komt pão de queijo in bepaalde vormen voor. In Colombia heeft de pão de queijo een plattere vorm en heet het pandebono of bolitas de yuca, in Ecuador muchines de yuca. In Argentinië en Paraguay bestaat het bolletje in verschillende vormen en grootten en heet het chipá. De Bolivianen kennen het gerecht als cuñape. De verschillen in het gerecht tussen de landen zitten vooral in de grootte en vorm. Er kunnen nuances zitten in de samenstelling; in sommige gebieden wordt de voorkeur gegeven aan maïsmeel boven cassavemeel.